# 附著詞素倍增
附著詞素倍增〈Clitic doubling；pronominal reduplication〉。在语言学上它是一種附著詞素代詞出現在动词片語與指涉到的所有名詞片語之結合語態裡。（相對於一些情形：像是代名詞與所有的名詞片語是以互补分布出現的語態）

## 語言中之附著詞素倍增
附著詞素倍增在許多語言裡都被發現到，保括阿尔巴尼亚语、马其顿语、保加利亚语、希腊语、羅馬尼亞語、索馬利亞語、及西班牙语；在每種語言裡，它都會遵循不同的語法規則。
標準的马其顿语裡，附著詞素倍增與限定直接受詞，及間接受詞都是必要用到的。這種情形是對比於標準的保加利亞語中，附著詞素倍增是可以選擇用或不用的。而在非標準的馬其頓語及保加利亞語方言裡，使用附著詞素倍增是有不同的規則。

## 西班牙語中之附著詞素倍增
西班牙語是一種以附著詞素倍增而聞名的語言。在某些架構上，間接受詞必須以完全名詞片語與附著詞素倍增來表示。
Le di un regalo a mi madre.〈我送過一件禮物給我母親。〉
A mis invitados siempre les ofrezco café.〈我常常提供咖啡給客人。〉
No les des comida a los animales.〈不要餵食物給動物吃。〉
以上的句子，如果逐字的譯為英語這樣句子將會變得很冗長：
| Le     | di      | un   | regalo | a  | mi   | madre  |
| to.her | I.gave  | a    | gift   | to | my   | mother |
| 對.她  | 我.送過 | 一件 | 禮物   | 給 | 我的 | 母親   |

| A  | mis  | invitados | siempre | les     | ofrezco | café   |
| to | my   | guests    | always  | to.them | I.offer | coffee |
| 給 | 我的 | 客人      | 常常    | 對.他們 | 我.提供 | 咖啡   |

| No   | les     | des  | comida | a  | los  | animales |
| not  | to.them | give | food   | to | the  | animals  |
| 不要 | 對.它們 | 餵   | 食物   | 給 | 這些 | 動物     |

當談話涉及的對象是人或是其它的動態實體時，會使用間接賓語附著詞素倍增的語態。不過如此的用法不是一成不變的，比如一個人可以說：〈Siempre ofrezco café a mis invitados〉卻不須要使用倍增語態。
直接賓語或許可以來倍增，不過這樣並不是一種普遍情形。而且決定來使用倍增表示型態時，經常視之為一種語體的風格（在方言的使用上亦是如此）。
Lo vi a tu papá en la tienda.〈在商店裡我看過你老爸。〉
El otro día la conocí a su esposa.〈前些天我看過他老婆。〉
〈以上句型中，lo 及 la 經常被忽略。〉